# Carlo Fecia di Cossato

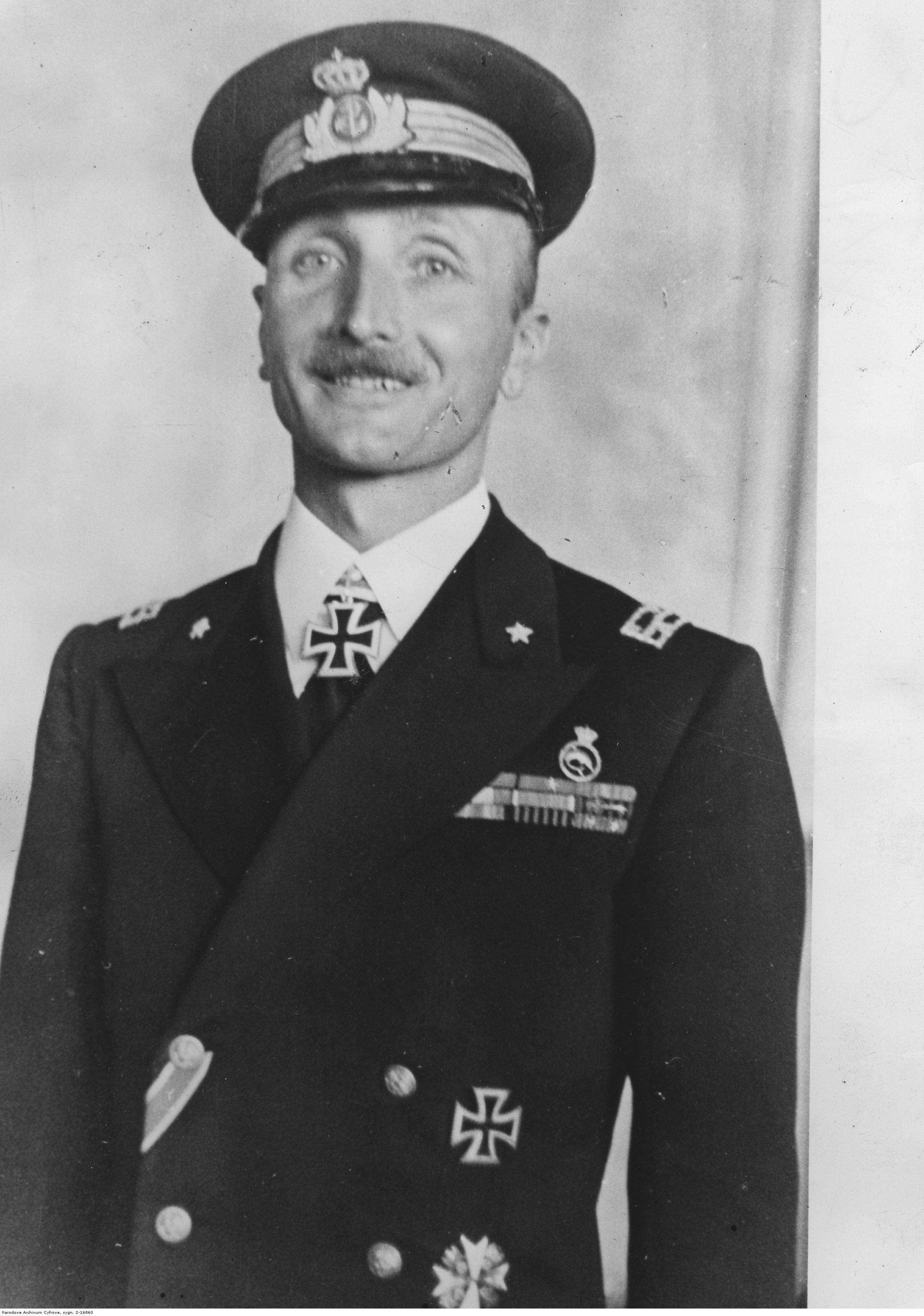
Carlo Fecia di Cossato

Carlo Fecia di Cossato (* 25. September 1908 in Rom; † 27. August 1944 in Neapel) war ein italienischer Marineoffizier.

## Werdegang
Fecia di Cossato wurde an der Marineakademie in Livorno ausgebildet und 1928 zum Leutnant zur See befördert. Nach kurzem Einsatz auf See versetzte man ihn an ein italienisches Marinekommando in Tianjin (Republik China). Nach dieser Verwendung diente er auf U-Booten und nahm während des Spanischen Bürgerkriegs u. a. an zwei Sondereinsätzen in spanischen Gewässern teil.
Bei Ausbruch des Zweiten Weltkriegs war er Kommandant des in Messina stationierten U-Bootes Ciro Menotti, kurz danach übernahm er das im Atlantik (Bordeaux) operierende Boot
Tazzoli. Im Atlantik versenkte er 18 Handelsschiffe (96.553 BRT) und beschädigte einige andere. Für diese Einsätze erhielt er u. a. auch hohe deutsche Auszeichnungen. Nach einem Einsatz vor der Küste Brasiliens übernahm er im Februar 1943 in Italien ein Torpedobootgeschwader.
Als am 8. September 1943 der Waffenstillstand mit den Alliierten in Kraft trat, befand sich Fecia di Cossato mit seinem Torpedoboot Aliseo zusammen mit deutschen Einheiten im korsischen Hafen von Bastia. Auf Hitlers Befehl hin versuchten deutsche Truppen, die Italiener zu entwaffnen, welche sich dem ebenso befehlsgemäß widersetzten. Cossato lief mit der Aliseo zunächst aus und griff dann die deutschen Einheiten in Bastia an, die zuvor das Schwesterschiff Ardito erbeutet hatten. Dabei verloren die Deutschen zwei U-Boot-Jäger, ein Torpedoboot (TA 11) und vier Wachboote.
Wegen des für Italien abträglichen Kriegsverlaufes und der Entwicklungen nach dem Waffenstillstand nahm er sich am 27. August 1944 in Neapel das Leben.
Die italienische Marine benannte ein U-Boot der Sauro-Klasse nach Carlo Fecia di Cossato.